# Landsjaftnyj Zakaznik Staritsa
Landsjaftnyj Zakaznik Staritsa (ryska: Ландшафтный Заказник Старица) är ett naturreservat i Belarus.   Det ligger i voblasten Mahiljoŭs voblast, i den östra delen av landet, 190 km öster om huvudstaden Minsk.
Omgivningarna runt Landsjaftnyj Zakaznik Staritsa är en mosaik av jordbruksmark och naturlig växtlighet. Runt Landsjaftnyj Zakaznik Staritsa är det glesbefolkat, med 17 invånare per kvadratkilometer.